# Hypleurochilus langi
Hypleurochilus langi es una especie de pez de la familia Blenniidae en el orden de los Perciformes.

## Morfología
• Los machos pueden llegar alcanzar los 7 cm de longitud total.

## Reproducción
Es ovíparo.

## Hábitat
Es un pez de mar y de clima tropical.

## Distribución geográfica
Se encuentra desde el norte del Senegal hasta la desembocadura del río Congo, incluyendo la isla de Annobón.